# Vanellus melanocephalus
El avefría pechipinta (Vanellus melanocephalus) es una especie de ave en la familia Charadriidae. Es endémica de las tierras altas de Etiopía.